# 约什·克里斯托弗
约书亚·埃文·克里斯托弗（英語：Joshua Evan Christopher，2001年12月8日—），美国职业篮球运动员，目前效力NBA邁阿密熱火，司職得分后卫。他在大学时就读于亚利桑那州立大学。克里斯托弗通常被称为“ Jaygup ”，这是他在童年时起的外号。  

## 早年生活和高中生涯
克里斯托弗和他的哥哥卡莱布·克里斯托弗从小一起打篮球长大，在小学、初中和他在加利福尼亚州莱克伍德的梅菲尔高中的前两年，他们一直都是队友。他高中生涯中最大的亮点是他在Servite 高中与新生Joshua D Perez 和5星级高中生以及在业余运动联盟(AAU)中参加对抗巡回赛。  童年时期，他经常与年长的对手交手。 在梅菲尔高中读高二时，克里斯托弗场均得到 25.9 分、6.5 个篮板、4 次抢断和 3.6 次助攻，带领球队取得 21-8 的战绩。 在他的高三赛季，他场均得到25分，并赢得了Division 2AA冠军。高四时，球队加入了全美最强高二生之一的Dior Johnson，但克里斯托弗依旧场均可以得到29.2分、8个篮板、3.9次助攻和3.1次抢断，并率领球队杀入CIF南区1/4决赛。  克里斯托弗在该赛季被选中参加麦当劳高中全明星赛、乔丹品牌经典赛和耐克篮球峰会，但由于新型冠状病毒的大爆发，三场比赛都被取消。 

### 大学招聘
克里斯托弗被全美所有体育媒体评为了五星级高中生，也是 2020 级排名第二的得分后卫。 2020 年 4 月 13 日，他宣布了他在密歇根大学、南加州大学、密苏里大学和加州大学洛杉矶分校等大学提供的offer中承诺将加入亚利桑那州立大学。他的兄弟卡莱布也在那里上了 1 年大学。就这样，克里斯托弗成为了亚利桑那州立大学在现代招聘中排名最高的高中生，也是该项目自 2007 年招募到詹姆斯·哈登以来的第一位五星级高中生。 
| 姓名 | 家鄉                                                            | 高中        | 身高                 | 體重        | 承諾日        |
| --- | --------------------------------------------------------------- | ----------- | -------------------- | ----------- | ------------- |
| 约什·克里斯托弗 得分后卫 | Carson(CA)                                                      | Mayfair(CA) | 6英尺5英寸（1.96米） | 215磅（98） | 2020年4月13日 |
| 约什·克里斯托弗 得分后卫 | 招募星级： Scout： N/A Rivals： 247Sports： ESPN： ESPN評分：95 |             |                      |             |               |
| 總體新秀排名： Rivals：12 247Sports：8 ESPN：11 |                                                                 |             |                      |             |               |
| - 附註：許多時候，Scout、Rivals、247Sports以及ESPN在身高體重的數據可能會不同 . - 在這種情況下選擇平均值，而ESPN grades滿分為100分。 來源： - . Rivals.com. [2020-8-3]. - . ESPN.com. [2020-8-3]. - . Rivals.com. [2020-8-3]. |                                                                 |             |                      |             |               |

## 大学生涯
2020 年 11 月 26 日，克里斯托弗在球队以 83-74 负于排名第三的维拉诺瓦大学的比赛中，为亚利桑那州立大学拿下大学职业生涯最高的 28 分。 大一时，他因伤只打了15场比赛，场均得到14.3分、4.7个篮板和1.4次助攻。 2021 年 3 月 31 日，克里斯托弗宣布参加2021 年 NBA 选秀。 

## 职业生涯

### 休斯顿火箭队（2021 年至今）
2021-22赛季
克里斯托弗在2021年NBA选秀第24顺位被休斯顿火箭队选中。  2021年8月7日，克里斯托弗与火箭队签约。 他在战胜克利夫兰骑士队的夏季联赛比赛中完成了自己的处子秀，并在28分钟的上场时间内得到13分、4次助攻和5个篮板。克里斯托弗在接下来季前赛对阵圣安东尼奥马刺队完成了自己的首秀，在11分钟的上场时间内得到7 分、2 个篮板和 1 次助攻。他于 10 月 20 日在NBA首次亮相，在输给明尼苏达森林狼队的比赛中，他在第 8 分钟替补出场得到 5 分。 11月24日，火箭队将克里斯托弗下放到发展联盟里奥格兰德河谷毒蛇队。 在与毒蛇队的三场比赛中场均得到 20 分后，火箭队召回了克里斯托弗。  12 月 8 日，克里斯托弗在球队以114-104 战胜布鲁克林篮网队的比赛中7 投 7 中得到 18 分，并命中4 个三分球以。 克里斯托弗在他的新秀赛季开始为火箭队发挥重要作用，他的场均数据相当可观。他在与马刺的比赛中得到23分赢得4次助攻和5个篮板。  2022 年 3 月 23 日，克里斯托弗帮助球队在加时赛中以 139-130 战胜湖人队，并得到 21 分。  4月3日，克里斯托弗在主场输给森林狼队的比赛中14投11中，其中三分球5投3中，还有3次助攻和2次抢断，拿下了他的前30分。 
整个 2021-22 赛季，克里斯托弗为火箭队打了 74 场比赛，场均得到 7.9 分、2.0 次助攻和 2.5 个篮板，克里斯托弗在发展联盟的新秀赛季开始时场均 20 分，自 2021 年 11 月 29 日起被球队召回后便被定位为火箭队的关键角色球员。 
2022-23赛季
火箭队宣布克里斯托弗将参加 2022 年夏季联赛。在 2022 年夏季联赛的第一场输给奥兰多魔术队比赛中，克里斯托弗得到了22 分和 3 次盖帽。 

## 球员简介
克里斯托弗有能力成为一名顶级运动员，他的力量和爆发力展现在了防守、传球和运动能力上。他的运球和速度可以在转换进攻中把球投进篮筐并进行华丽的扣篮和上篮。体育媒体将他的体型和技术与诺曼·鲍威尔和朱·霍乐迪进行比较。 

## 职业生涯统计

### NBA

#### 常规赛
| 賽季    | 球隊    | GP | GS | MPG  | FG%  | 3P%  | FT%  | RPG | APG | SPG | BPG | PPG |
| ------- | ------- | -- | -- | ---- | ---- | ---- | ---- | --- | --- | --- | --- | --- |
| 2021–22 | Houston | 74 | 2  | 18.0 | .448 | .296 | .735 | 2.5 | 2.0 | .8  | .1  | 7.9 |

### 大学
| 賽季    | 球隊          | GP | GS | MPG  | FG%  | 3P%  | FT%  | RPG | APG | SPG | BPG | PPG  |
| ------- | ------------- | -- | -- | ---- | ---- | ---- | ---- | --- | --- | --- | --- | ---- |
| 2020–21 | Arizona State | 15 | 15 | 29.7 | .432 | .305 | .800 | 4.7 | 1.4 | 1.5 | .5  | 14.3 |

## 个人生活
克里斯托弗是家里四个兄弟姐妹中最小的一个，他们都打过篮球。他的兄弟帕特里克打过职业联赛，包括为NBA的犹他爵士队短暂效力过。帕特里克的教兄是前NBA球员泰肖恩普林斯。 克里斯托弗的妹妹帕里斯曾为圣玛丽大学打过大学篮球，但在大一的时候就遭遇了终结她职业生涯的伤病。他的兄弟卡莱布曾是亚利桑那州立大学校队的成员之一，现在转学到了田纳西理工大学，并为该校校队效力。克里斯托弗的父亲拉伦是一位音乐家，并且他的父母都是虔诚的基督徒。 